# Borgporten
Borgporten i Aarhus var måske blandt de ældste byporte, og måske med tilknytning til det gamle voldanlæg. Fæstningsporten kan spores tilbage til 1300-årene. Bygningen havde fire trappegavle og henover midten rejste der sig et højere tårn, hvori var anbragt en vagtklokke. I kælderen var der indrettet en arrest for kriminelle, der var fradømt livet. Galgen stod ikke langt derfra på Store Torv. Udviklingen medførte en øget trafik gennem porten mellem Vestergade-kvarteret og centrum ved Domkirken. Borgporten gav besvær for trafikken, hvorfor den blev nedrevet i 1683. Vagtklokken blev da flyttet til Domkirken.

## Indkøbscenter
På nordsiden af gaden Borgporten lå en større købmandsgård som på 1800-tallet tilhørte Marcus Galthen Bech og kom til at lyde hans navn. Marcus Bechs gård blev købt og nedtaget i 1915 af hotelejer og restauratør F.E. Gaarde. Efterfølgende blev den gamle købmandsgård genopført i Købstadmuseet Den Gamle By. Et nyt bygningskompleks, hvor facaden blev trukket ca. 4 meter tilbage, blev opført 1915-16 efter tegninger af arkitekt Christian Frühstück Nielsen. Ejendommen danner en karré med en 7 meter bred arkade mellem de langsgående bygninger, der ligger som en randbebyggelse til henholdsvis Volden og Badstuegade. Inspirationen til arkadebygningen synes at være hentet fra Paris eller London. Oprindeligt var der 16 butikker omkring arkaden og 30 lejligheder i etagerne ovenover. Det var byens første overdækkede butiksgade eller indkøbscenter.
Ejendommens officielle adresse er Store Torv 18, men lejlighedsvis ser man Borgporten 18 anvendt.
56°09′27.2″N 10°12′28.3″Ø / 56.157556°N 10.207861°Ø